# La Mémoire neuve
Albums de Dominique A
Si je connais Harry
(1993) Remué
(1999)
La Mémoire neuve est le troisième album studio de Dominique A sorti le 15 mai 1995 sur le label Lithium.

## Historique
La Mémoire neuve constitue le premier album de Dominique A à connaître un réel succès public, notamment avec la sortie en single et un clip du titre Le Twenty-Two Bar qui sera largement diffusé sur la bande FM et les chaînes musicales. La sortie de l'album est suivie d'une importante tournée en Europe francophone, avec 130 dates de concerts donnés de mars 1995 et décembre 1996.
L'album est nommé pour les Victoires de la musique 1996 et s'approche de l'obtention d'un disque d'or, en termes de ventes, restant à ce jour l'album le plus vendu de Dominique A. Il a existé deux éditions limitées de cet album et une édition promotionnelle.
En janvier 2012, l'album est remasterisé et réédité en double CD avec des titres rares et inédits sélectionnés par l’artiste.

## Liste des titres
| 1.  | Je ne respire plus, Milos                 |  |
| 2.  | Il ne faut pas souhaiter la mort des gens |  |
| 3.  | Le Twenty-Two bar                         |  |
| 4.  | Les Hauts Quartiers de peine              |  |
| 5.  | Ainsi, parfois                            |  |
| 6.  | La vie rend modeste                       |  |
| 7.  | La Mémoire neuve                          |  |
| 8.  | Hear No More, Dear No More                |  |
| 9.  | Le Métier de faussaire                    |  |
| 10. | Le Travail                                |  |
| 11. | Le Ravalement des façades                 |  |
| 12. | Tutti va bene                             |  |

Disque bonus première édition limitée
1. Chanson de la ville silencieuse
2. La Valse boite
3. Le Courage des oiseaux
4. And Then (S)He Kissed Me

Disque bonus seconde édition limitée
1. La Valse boite
2. And Then (S)He Kissed Me

Disque bonus édition promotionnelle
1. Enfin démissionnaire
2. Le Twenty-Two Bar

Disque bonus réédition remasterisée de 2012
1. L'Ennemi
2. Enfin démissionnaire
3. Teenage Kicks
4. Lumières
5. Empty White Blues
6. Un bon gars
7. Tout plutôt qu'aujourd'hui
8. Hier en été
9. J'étais presque seul
10. Plaindre
11. J'étais presque seul
12. Fuite
13. Banqueroute (générique de fin)

### Single:Le Twenty-Two bar(1995)
| No | Titre                | Durée |
| -- | -------------------- | ----- |
| 1. | Le Twenty-Two Bar    |       |
| 2. | Félix                |       |
| 3. | Teenage Kicks (live) |       |
| 4. | Enfin démissionnaire |       |

## Musiciens ayant participé à l'album
- Dominique A : chant, voix, guitares, basse, claviers
- Gilles Martin : boucles rythmiques
- Marco De Meersman : batterie, percussions
- Françoiz Breut : voix
- Jan Kuijten : violoncelle
- Barbario : guitare